# جزيرة بانغكودوليس الصغرى
جزيرة بانغكودوليس الصغرى وهي جزيرة من جزر إندونيسيا، وتقع في إقليم كالمنتان الشمالية في إندونيسيا.